# Chrysopodes parishi
Chrysopodes parishi är en insektsart som först beskrevs av Banks 1913.  Chrysopodes parishi ingår i släktet Chrysopodes och familjen guldögonsländor. Inga underarter finns listade i Catalogue of Life.